# Effet Glasgow
Pour les articles homonymes, voir Glasgow (homonymie).
L'effet Glasgow (en anglais : Glasgow effect) désigne la mauvaise santé inexpliquée et la faible espérance de vie des résidents de Glasgow, en Écosse, par rapport au reste du Royaume-Uni et de l'Europe.

## Situation à Glasgow
Glasgow est une des villes avec la plus faible espérance de vie du Royaume-Uni : bien qu'étant en constante progression ces vingt dernières années, l'espérance de vie restait à Glasgow en 2014 de 79 ans pour les femmes et 73 ans pour les hommes, respectivement 2 et près de 4 ans de moins que la moyenne écossaise. L'espérance de vie en bonne santé de Glasgow est la plus faible d'Écosse. Enfin, la santé mentale à Glasgow (mental well-being), estimée à l'aide de l'échelle dite de Warwick-Edinburgh, était en 2011 la pire des villes étudiées.
La ville est également caractérisée par d'importantes inégalités spatiales. Par exemple, l'espérance de vie des hommes dans le quartier défavorisé de Springburn était de 69 ans en 2012, plus proche de l'espérance de vie indienne (67 ans) que celle de Kelvindale et Kelvinside (80 ans), des quartiers plus riches situé à l'ouest de la ville.
Bien que de bas niveaux de revenus soient généralement associés à une mauvaise santé et à une durée de vie plus courte, l'hypothèse dominante parmi les épidémiologistes est que la pauvreté seule n'explique pas la disparité de santé trouvée à Glasgow. Des régions également défavorisées du Royaume-Uni telles que les régions de Birmingham, de Liverpool et de Manchester ont des espérances de vie plus élevées et les dix pour cent les plus riches de la population de Glasgow ont une espérance de vie plus faible que le même groupe dans d'autres villes. Plus précisément, le taux de mortalité standardisé, c'est-à-dire en prenant en compte l'âge, le sexe et la pauvreté, est 14 % plus élevé à Glasgow qu'à Liverpool et Manchester.
Une étude de l’Organisation mondiale de la santé (OMS) a établi qu’entre les quartiers riches et pauvres de Glasgow, la différence d’espérance de vie pour un habitant pouvait atteindre vingt-huit ans.

## Hypothèses
Plusieurs hypothèses ont été proposées pour expliquer cet effet, sans certitude. 
Un rapport du Glasgow Centre for Population Health, publié en 2016, examinant plus de quarante hypothèses, et tentant de modéliser d'une part la situation de Glasgow, d'autre part celle de l'Écosse par rapport au reste du Royaume-Uni, a conclu à une vulnérabilité particulière de Glasgow vis-à-vis de chocs négatifs politiques ou économiques, cela étant dû à, entre autres :
- un « effet différé » d'une pauvreté historique ;
- une hausse de la vulnérabilité dans les années 1950 causée par les incitations publiques ayant pour but d'attirer les populations actives vers de nouvelles villes, dépeuplant Glasgow de ses meilleures forces ;
- de mauvaises réactions aux politiques économiques du Royaume-Uni dans les années 1980, qui ont eu un impact exacerbé sur les populations fragiles ;
- dans la même période, un fort sentiment de déclassement et d'abandon, qui est facteur de risques psychosociaux.

D'autre part, les forts taux de mortalité dus à l'alcool ou les drogues suggéreraient peut-être des comportements à risque plus nombreux qu'ailleurs.